# 小行星4441
小行星4441（4441 Toshie）是一颗围绕太阳公转的小行星。1985年1月26日，關勉在藝西天文台发现了此天体。
該小行星以發現者關勉的母親關要恵命名。
这颗小行星的绝对星等为239.8257732016181等。